# Esquel

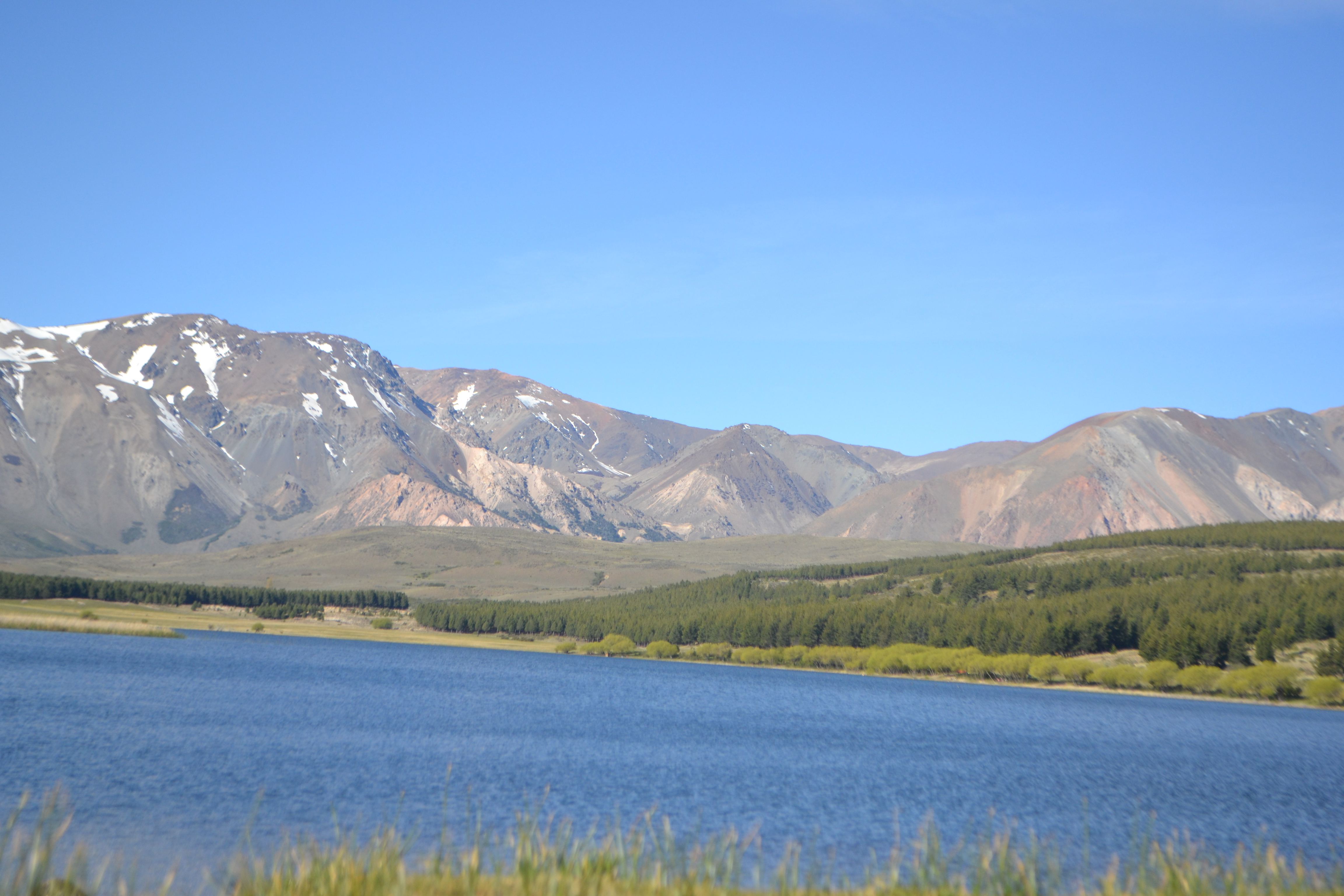
Laguna La Zeta, Esquel, Chubut

Esquel es una ciudad del noroeste de la provincia del Chubut, en Argentina, que se encuentra localizada en el departamento Futaleufú, del cual es cabecera. Es el centro de servicios más importante de la cordillera chubutense. Sus recursos económicos más destacados son la ganadería, la silvicultura, el Complejo Hidroeléctrico Futaleufú y el turismo, destacando entre sus principales atractivos el centro de esquí La Hoya, La Trochita y el Parque Nacional Los Alerces. Poco más al sur, Trevelin y Corcovado cierran la zona lacustre sur de la Patagonia Andina Norte.

## Toponimia

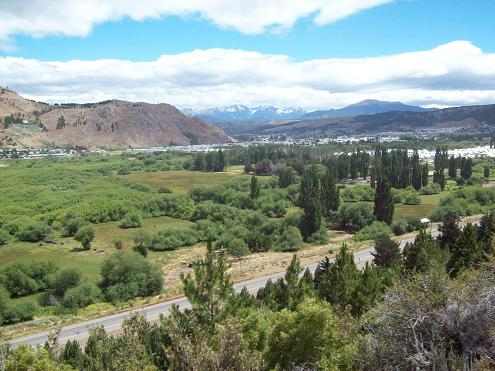
Ciudad de Esquel desde La Trochita

El nombre Esquel deriva de una voz tsonek que significa abrojo o abrojal, nombre dado por las características de la flora local, compuesta por coirón, neneo, calafate y otros arbustos espinosos, si bien en el entorno predominan los pastos verdes y tiernos así como el parque de fagáceas y los bosques fríos y húmedos en los que predominan las coníferas y caducifolias de la selva fría valdiviense.
La cartografía del XIX señalaba frecuentemente el lugar con el nombre de "Esket" o variantes, ya que al parecer así le pronunciaban los aonikenk o tehuelches los más antiguos habitantes en períodos históricos. En el mapa de Musters figura como "Esgel", cartografía que indicaba la existencia de placeres o yacimientos auríferos.
Por lo demás, desde tiempos inmemoriales, era lugar de paso casi obligado entre una y otra vertiente de los Andes, especialmente por el collado que los españoles llamaban "Boquete de Oyarzún".

## Historia

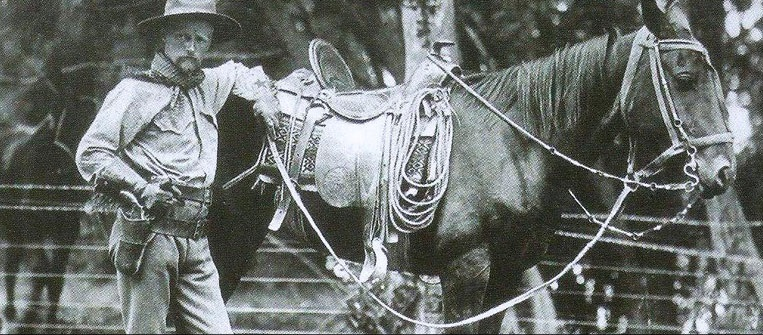
Cecil McWilliams fue uno de los primeros concejales de Esquel

La ciudad no tiene acta fundacional. Por tal motivo se considera como fecha de nacimiento de la ciudad el 25 de febrero de 1906, cuando Medardo Morelli logró la primera transmisión telegráfica. El factor principal de su nacimiento es la llegada de colonos galeses a Chubut a partir de 1865. Nació como extensión nororiental de la Colonia 16 de Octubre, cuyo núcleo original estaba unos 25 km al sur, en la actual ciudad de Trevelin (V), que en galés significa pueblo del molino, en virtud del molino «Los Andes» que antes funcionaba allí.
En 1937 se crea el parque nacional Los Alerces, que se encuentra a unos 30 km al oeste. 
El 4 de septiembre de 1940 LASO realiza el primer vuelo comercial hacia la localidad. El 25 de mayo de 1945 llega el primer servicio del ferrocarril. 
En 1972 comienza la construcción del Complejo Hidroeléctrico Futaleufú, obra de gran envergadura que atrajo inversión, desarrollo de la infraestructura urbana y un crecimiento poblacional sin precedentes. Cabe destacar que la Central Hidroeléctrica Futaleufú fue construida sobre el Valle 16 de Octubre, y genera prácticamente toda su energía para la empresa de aluminio ALUAR ubicada en la ciudad de Puerto Madryn. En 1974 se abre el centro de esquí La Hoya, por iniciativa del Club Andino Esquel.
La ciudad de Esquel es cabecera de la región en el departamento chubutense de Futaleufú y está ubicada en un fértil y ameno valle, sobre las márgenes del arroyo Esquel, rodeada por los cerros Nahuel Pan, La Zeta, La Cruz, Cerro 21 y La Hoya, este último conocido por el centro de esquí del mismo nombre, que cuenta con nieve de excelente calidad y cantidad hasta bien entrada la primavera. La Hoya es la montaña más alta de Esquel, siguiéndola el Nahuelpan. Entre los muchos lagos de origen glaciar existentes en sus inmediaciones, el más próximo es la laguna La Zeta.
En 2006, por los 100 años de la ciudad, el Correo Argentino emitió una estampilla alusiva. Ese mismo año, la ciudad es elegida sede administrativa de la Reserva de la Biosfera Andino Norpatagónica por la UNESCO.

### Movimiento "No a la mina"

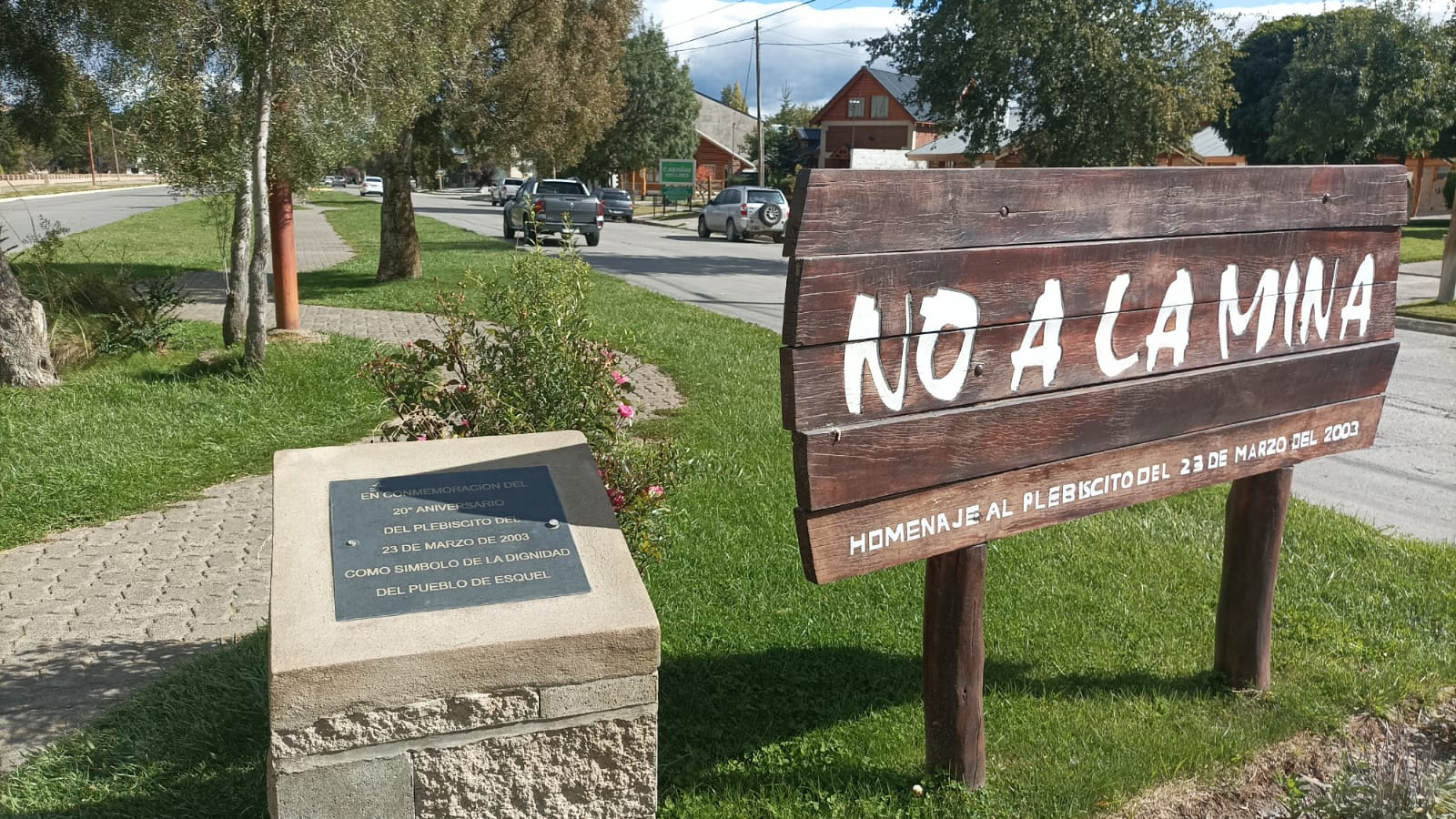
Plazoleta "Plebiscito 23 de marzo" en la entrada a la ciudad de Esquel

En 2003, a pedido de los habitantes de Esquel, constituidos en una Asamblea muy heterogénea de Vecinos Autoconvocados por el No a la Mina, se realizó una consulta popular para determinar si la población estaba de acuerdo con la instalación de una mina de oro. El 82% de los sufragios fueron por la negativa. Este tipo de consulta popular fue la primera de la Argentina y la segunda de Latinoamérica.
En el cuarto día de cada mes se realiza la marcha No a la Mina. Su principal objetivo es denegar actividad minera a gran escala en el valle que rodea la ciudad y sobre las cuencas acuíferas. La fecha tiene su origen en el 4 de diciembre de 2002, cuando los vecinos de Esquel se movilizaron para celebrar la suspensión de la audiencia pública del fallido proyecto minero "Cordón Esquel", hoy llamado "Suyai". Desde allí, los días 4 quedaron fijados como la cita para ratificar la negativa a la mega minería. La marcha comienza en la plaza San Martín y, luego de recorrer la mayor parte del centro, finaliza en el mismo lugar.
Este movimiento se ha conformado como referente nacional e internacional de resistencia contra emprendimientos megamineros contaminantes.

## Geografía

### Clima

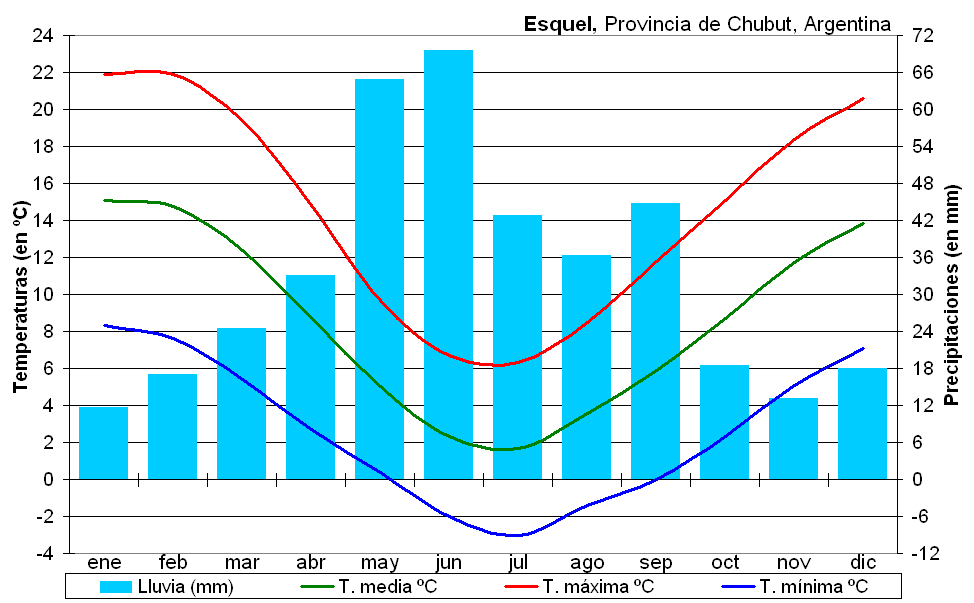
Climograma de Esquel

La ciudad tiene un clima mediterráneo de verano fresco (Csb en la Clasificación climática de Köppen) con precipitaciones en el orden de los 500 mm anuales. El verano es seco y suave, con días despejados y temperaturas máximas de 20-25 °C. El invierno es la temporada más lluviosa, sobre todo en el solsticio de junio, y las temperaturas son moderadamente bajas, con una mínima media de -3 °C. Los inviernos siempre registran nevadas pero no siempre se registran acumulaciones considerables. En cuanto a los extremos, en verano pueden pasar los 30 °C y en invierno hasta -18 °C. Las estaciones intermedias, primavera y otoño, son frescas y muy variables. A inicios del otoño, en abril, y de la primavera, en octubre, se registran constantes e intensos vientos desde el cuadrante oeste.
| Parámetros climáticos promedio de Esquel Aero, 1991-2020 | Parámetros climáticos promedio de Esquel Aero, 1991-2020 | Parámetros climáticos promedio de Esquel Aero, 1991-2020 | Parámetros climáticos promedio de Esquel Aero, 1991-2020 | Parámetros climáticos promedio de Esquel Aero, 1991-2020 | Parámetros climáticos promedio de Esquel Aero, 1991-2020 | Parámetros climáticos promedio de Esquel Aero, 1991-2020 | Parámetros climáticos promedio de Esquel Aero, 1991-2020 | Parámetros climáticos promedio de Esquel Aero, 1991-2020 | Parámetros climáticos promedio de Esquel Aero, 1991-2020 | Parámetros climáticos promedio de Esquel Aero, 1991-2020 | Parámetros climáticos promedio de Esquel Aero, 1991-2020 | Parámetros climáticos promedio de Esquel Aero, 1991-2020 | Parámetros climáticos promedio de Esquel Aero, 1991-2020 |
| Mes                                                      | Ene.                                                     | Feb.                                                     | Mar.                                                     | Abr.                                                     | May.                                                     | Jun.                                                     | Jul.                                                     | Ago.                                                     | Sep.                                                     | Oct.                                                     | Nov.                                                     | Dic.                                                     | Anual                                                    |
| -------------------------------------------------------- | -------------------------------------------------------- | -------------------------------------------------------- | -------------------------------------------------------- | -------------------------------------------------------- | -------------------------------------------------------- | -------------------------------------------------------- | -------------------------------------------------------- | -------------------------------------------------------- | -------------------------------------------------------- | -------------------------------------------------------- | -------------------------------------------------------- | -------------------------------------------------------- | -------------------------------------------------------- |
| Temp. máx. abs. (°C)                                     | 33.7                                                     | 35.6                                                     | 32.0                                                     | 26.5                                                     | 20.6                                                     | 17.0                                                     | 18.0                                                     | 19.5                                                     | 22.4                                                     | 28.0                                                     | 30.2                                                     | 35.0                                                     | 35.6                                                     |
| Temp. máx. media (°C)                                    | 22.0                                                     | 22.3                                                     | 19.2                                                     | 14.7                                                     | 10.5                                                     | 7.0                                                      | 6.2                                                      | 8.7                                                      | 11.9                                                     | 14.6                                                     | 17.6                                                     | 20.1                                                     | 14.6                                                     |
| Temp. media (°C)                                         | 15.4                                                     | 15.1                                                     | 12.4                                                     | 8.4                                                      | 5.2                                                      | 2.6                                                      | 1.7                                                      | 3.4                                                      | 5.6                                                      | 8.4                                                      | 11.3                                                     | 13.7                                                     | 8.6                                                      |
| Temp. mín. media (°C)                                    | 8.6                                                      | 8.1                                                      | 5.8                                                      | 2.9                                                      | 0.8                                                      | -1.4                                                     | -2.4                                                     | -1.1                                                     | 0.2                                                      | 2.3                                                      | 4.9                                                      | 7.3                                                      | 3.0                                                      |
| Temp. mín. abs. (°C)                                     | -0.6                                                     | -1.0                                                     | -5.8                                                     | -8.2                                                     | -11.7                                                    | -14.6                                                    | -18.2                                                    | -20.9                                                    | -13.4                                                    | -8.3                                                     | -4.0                                                     | -3.6                                                     | -20.9                                                    |
| Precipitación total (mm)                                 | 22.1                                                     | 20.8                                                     | 23.5                                                     | 41.1                                                     | 64.5                                                     | 81.1                                                     | 64.5                                                     | 55.3                                                     | 29.4                                                     | 28.7                                                     | 21.3                                                     | 20.3                                                     | 472.5                                                    |
| Días de precipitaciones (≥ 0.1 mm)                       | 3.8                                                      | 4.1                                                      | 5.3                                                      | 7.0                                                      | 9.5                                                      | 11.6                                                     | 9.7                                                      | 10.4                                                     | 6.8                                                      | 6.2                                                      | 4.9                                                      | 3.9                                                      | 83.2                                                     |
| Días de nevadas (≥ 0.1 cm)                               | 0.1                                                      | 0.1                                                      | 0.1                                                      | 0.8                                                      | 2.5                                                      | 5.6                                                      | 7.1                                                      | 6.5                                                      | 3.1                                                      | 1.6                                                      | 0.7                                                      | 0.1                                                      | 28.1                                                     |
| Humedad relativa (%)                                     | 47.4                                                     | 49.9                                                     | 56.0                                                     | 63.0                                                     | 72.1                                                     | 75.4                                                     | 75.3                                                     | 70.1                                                     | 61.7                                                     | 55.0                                                     | 49.9                                                     | 47.5                                                     | 60.3                                                     |
| Fuente: Servicio Meteorológico Nacional                  |                                                          |                                                          |                                                          |                                                          |                                                          |                                                          |                                                          |                                                          |                                                          |                                                          |                                                          |                                                          |                                                          |

## Ordenamiento

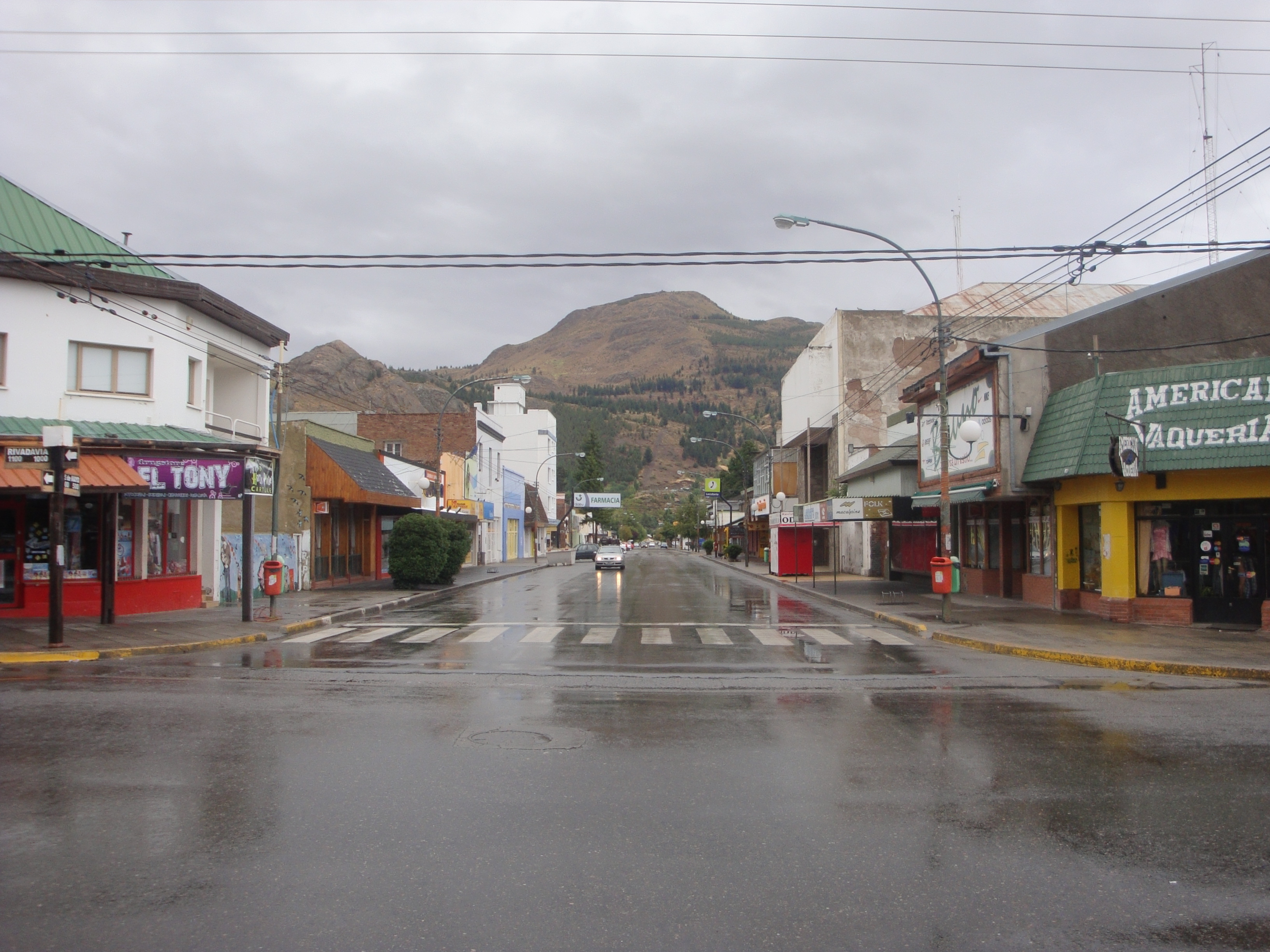
Desde distintos puntos de la ciudad se destacan los cerros.

La ciudad se divide en 29 barrios, entre los cuales se enumeran: Agustín Nores Martínez, Villa Ayelén, Buenos Aires, Luque, Belgrano, Gral. San Martín, Matadero, Ceferino Namuncurá, Don Bosco, Centro, John F. Kennedy, Cañadón de Bórquez, Dr. Harry Winter, Gral. Julio A. Roca, Medardo Morelli, Jorge Newbery, Lennart Englund, sargento Cabral, Estación, Agr. Víctor Epifane, Bella Vista, Malvinas Argentinas, 28 De Junio, Roberto ¨Chanico¨ Navarro, Badén, Martín M. De Güemes, San Jorge, Ing. Zabaleta, y por último, Tres Sargentos.

## Demografía
En el censo 2001 tuvo una población de 28.089. Además, este censo reveló que es la ciudad con mayor crecimiento vegetativo de la provincia, si se observa que la población fue de 17 228 en el censo 1980 y de 22 978 en 1991, viéndose un crecimiento tenue, pero constante, tendencia que se estaría revirtiendo poco a poco de acuerdo a las últimas proyecciones. Para el censo 2010 se conoció una población del 32 758. Esta magnitud ubicó a Esquel como la localidad cordillerana más poblada de Chubut y 4.º de la provincia, superando a la capital provincial. También, es la 2.ª más poblada de la Patagonia andina, detrás de Bariloche y 15.° de la región.
| Gráfica de evolución demográfica de Esquel entre 1947 y 2022 |
|                                                              |
| Fuente: censos nacionales del INDEC                          |

Tras el censo 2010 se conoció una población de 32.758 habitantes, la cual se compone de 15.837 varones y 16.921 mujeres con un índice de masculinidad del 48.35% frente al índice de feminidad que consta de un 51.65%. En tanto las viviendas pasaron de 7.809 a 11.689. La población muestra un estancamiento de población que crece en cada censo en alrededor de 5000 habitantes. Esquel sigue siendo la 4.ª ciudad de la provincia, pero muy seguida de Rawson con tan solo 2000 habitantes menos.
En el censo 2022 la ciudad mostró el mismo ritmo de crecimiento con 37 019 habitantes y unas 15 183 viviendas. Como resultado, mantuvo las mismas colocaciones; pero perdió el cuarto puesto de forma muy justa contra Rawson.

## Economía

### Turismo

#### La Trochita

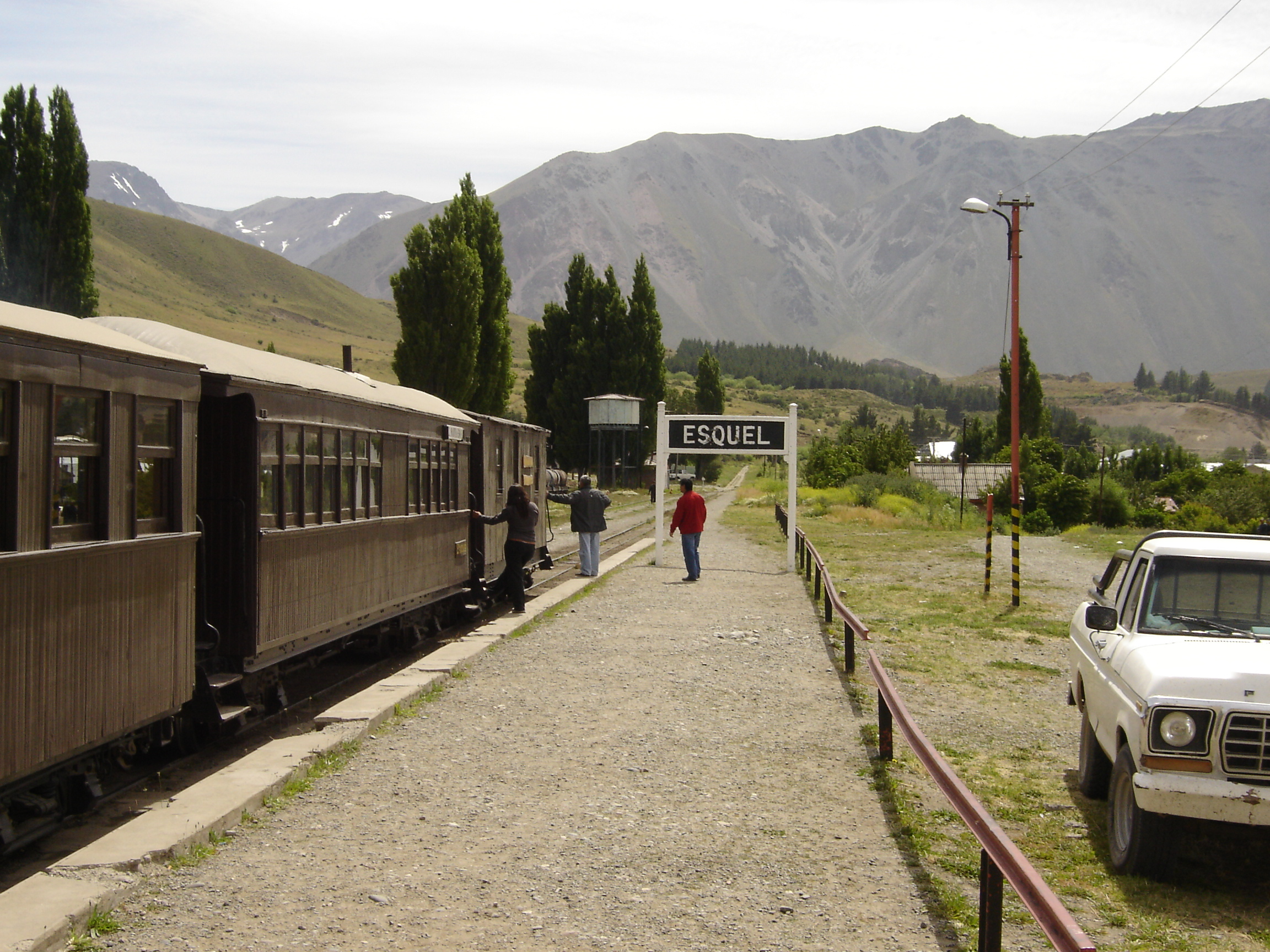
Estación del Viejo Expreso Patagónico «La Trochita»

Otra de las importantes atracciones turísticas de la ciudad es el tren de trocha angosta (75 cm de separación de los rieles), conocido como La Trochita y mundialmente famoso por ser el único en el planeta en funcionamiento.

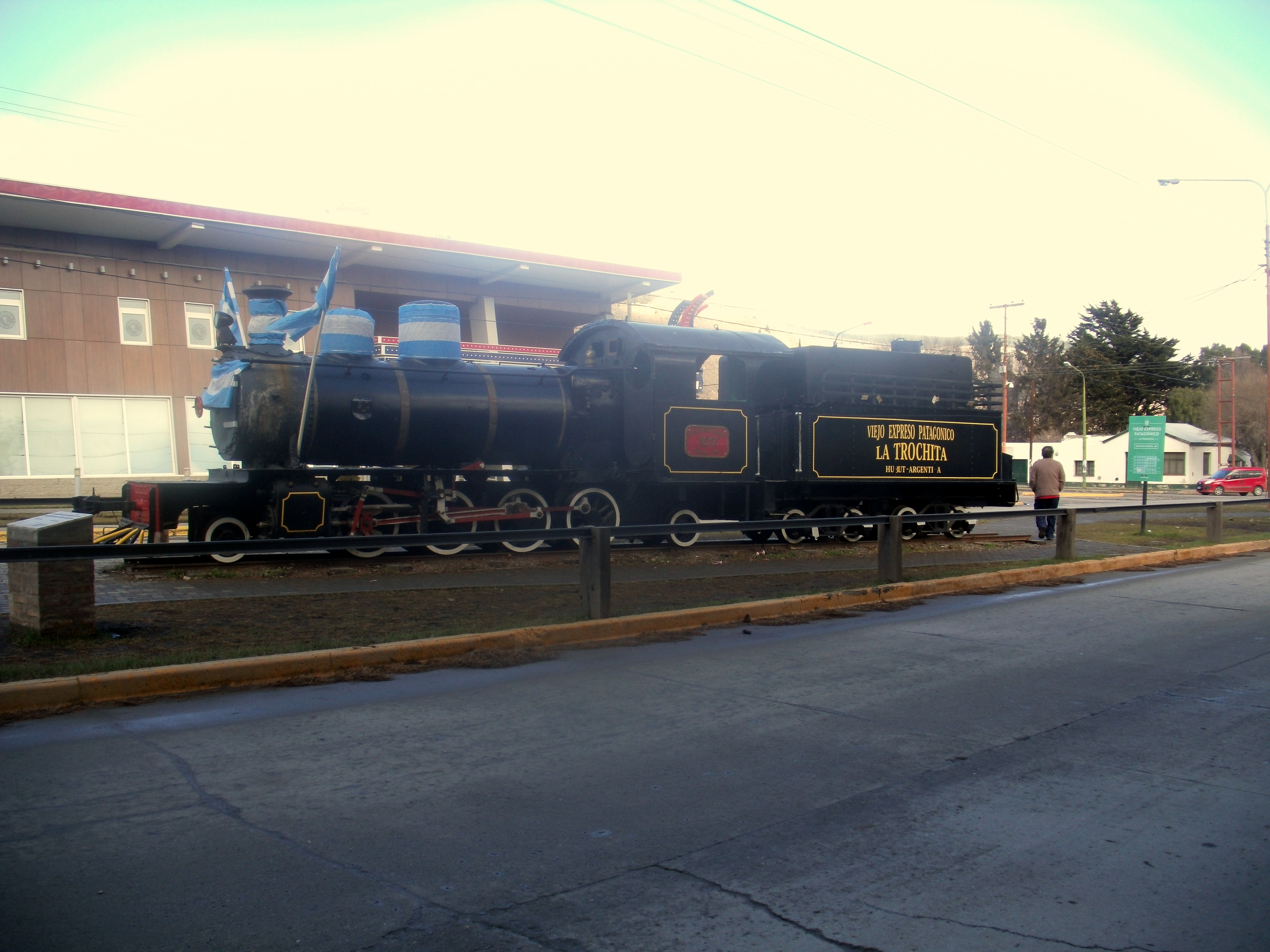
Locomotora Henschel & Sohn G.M.B.H CASSEL a modo de monumento en una avenida de Esquel

Las únicas máquinas que operan "La Trochita" son de origen marca "The Baldwyn Locomotive Works" de Filadelfia EUA y "Henschel&Sohn GmbH" de Cassel, Alemania. Todas (50 locomotoras Henschel y 25 Baldwyn) fueron construidas y entregadas en 1922 para los "Ferrocarriles Livianos de la Patagonia". Las mismas fueron provistas, por expreso deseo del Gobierno Argentino en 1922, desde fábrica, en ambos casos adaptados a "la combustión de petróleo" en lugar de carbón, inclusive con un peso mayor de locomotora al acostumbrado para mejorar su capacidad de arrastre. Es de destacar que actualmente todas las locomotoras funcionan como fueron pensadas originalmente: a vapor y alimentadas a petróleo parafinado.
Todo el sistema funciona gracias al entusiasmo de los empleados de los Talleres Ferroviarios de El Maitén, que utilizan planos antiguos para mantenerlo todo "original", con todas sus piezas — algunas reconstruidas — para fines turísticos. Originalmente, cubría el trayecto hasta la rionegrina ciudad de Ingeniero Jacobacci, desde la cual se empalmaba el ramal hacia Viedma y de allí a Buenos Aires, lo que formaba parte del Ferrocarril General Roca.
Actualmente su uso es exclusivamente turístico, y realiza viajes a la pequeña aldea de Nahuel Pan, ubicada al pie del cerro homónimo. Ocasionalmente puede realizar viajes completos hasta El Maitén.

#### Parque nacional Los Alerces

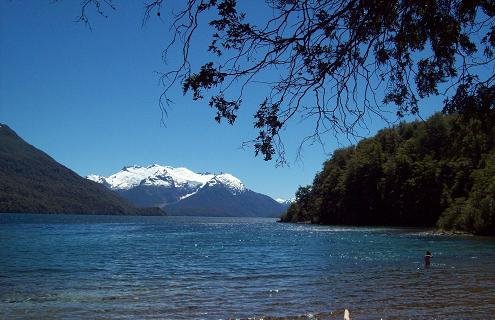
Parque nacional ubicado a pocos kilómetros de la ciudad de Esquel.

La ciudad se encuentra rodeada del parque nacional Los Alerces, uno de los parques más extensos de la Argentina, que protege árboles milenarios que le dan nombre, siendo uno de los principales atractivos turísticos de la Patagonia. Asimismo, el área protegida alberga otras especies amenazadas, como es el caso del huemul.
La UNESCO incorporó el 17/07/2017 al parque nacional Los Alerces como Sitio de Patrimonio Mundial en la 41° Sesión que se desarrolla en la ciudad de Cracovia, Polonia.
La distinción se basa en que el Parque alberga un bosque milenario con valor universal excepcional, por ser el Alerce la segunda especie viviente más longeva del planeta, y en la particular belleza natural del entorno.
Junto a los parques nacionales Nahuel huapi, Los Arrayanes, Lago Puelo, Lanín y demás territorios del Chubut y Río Negro conforma la Reserva de Biosfera Andino Norpatagonica (UNESCO).

#### El Meteorito de Esquel

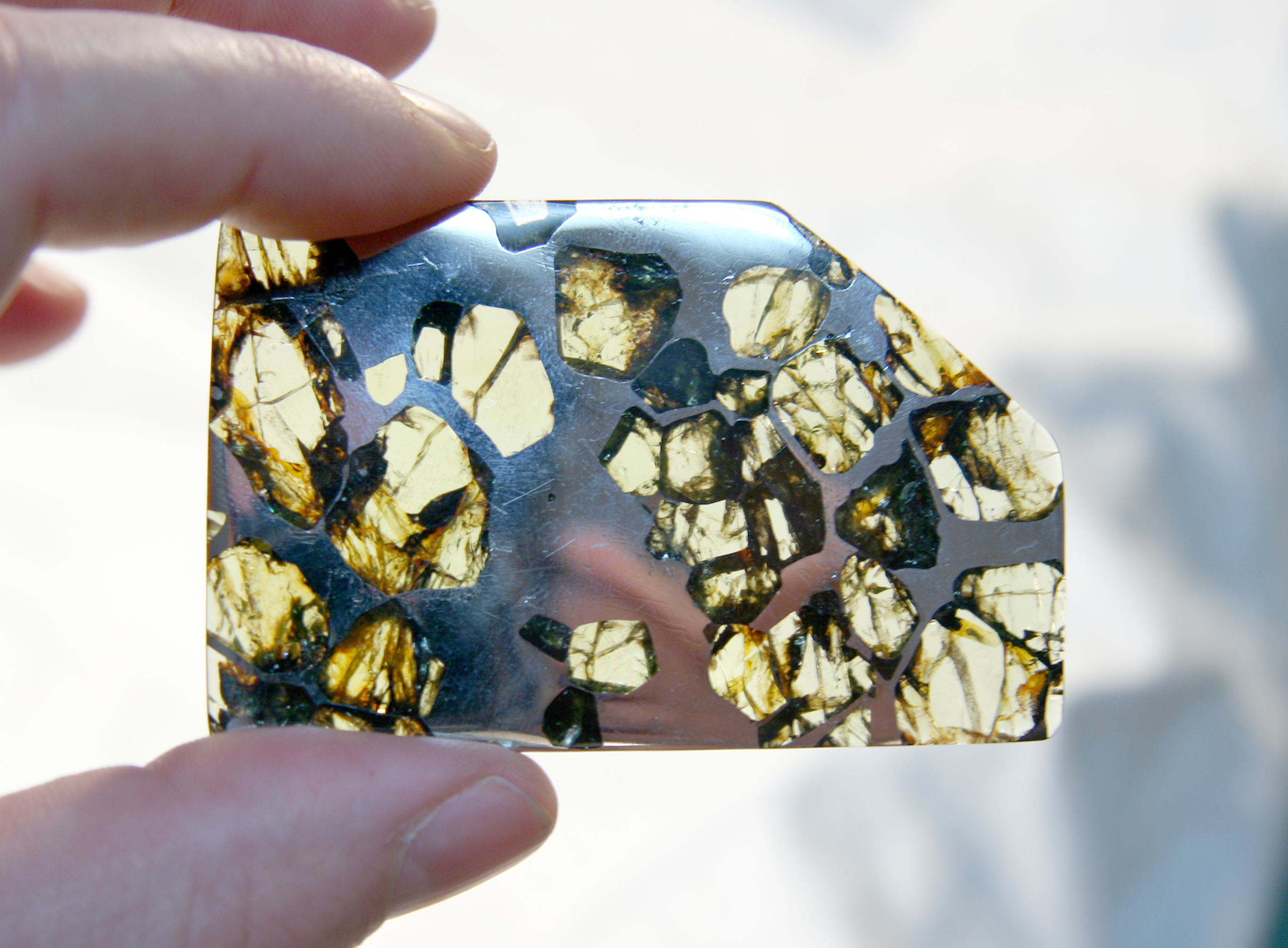
Un fragmento del meteorito Esquel.

En 1951 un campesino encontró un meteorito de 755 kilogramos (1.660 libras), más tarde llamado Esquel, mientras excavaba un pozo para un tanque de agua. Durante el corte y pulido, el meteorito mostró un cristal amarillento de olivino (peridoto). El meteorito Esquel es reconocido a nivel mundial entre los coleccionistas y la comunidad científica.

## Infraestructura

### Transporte

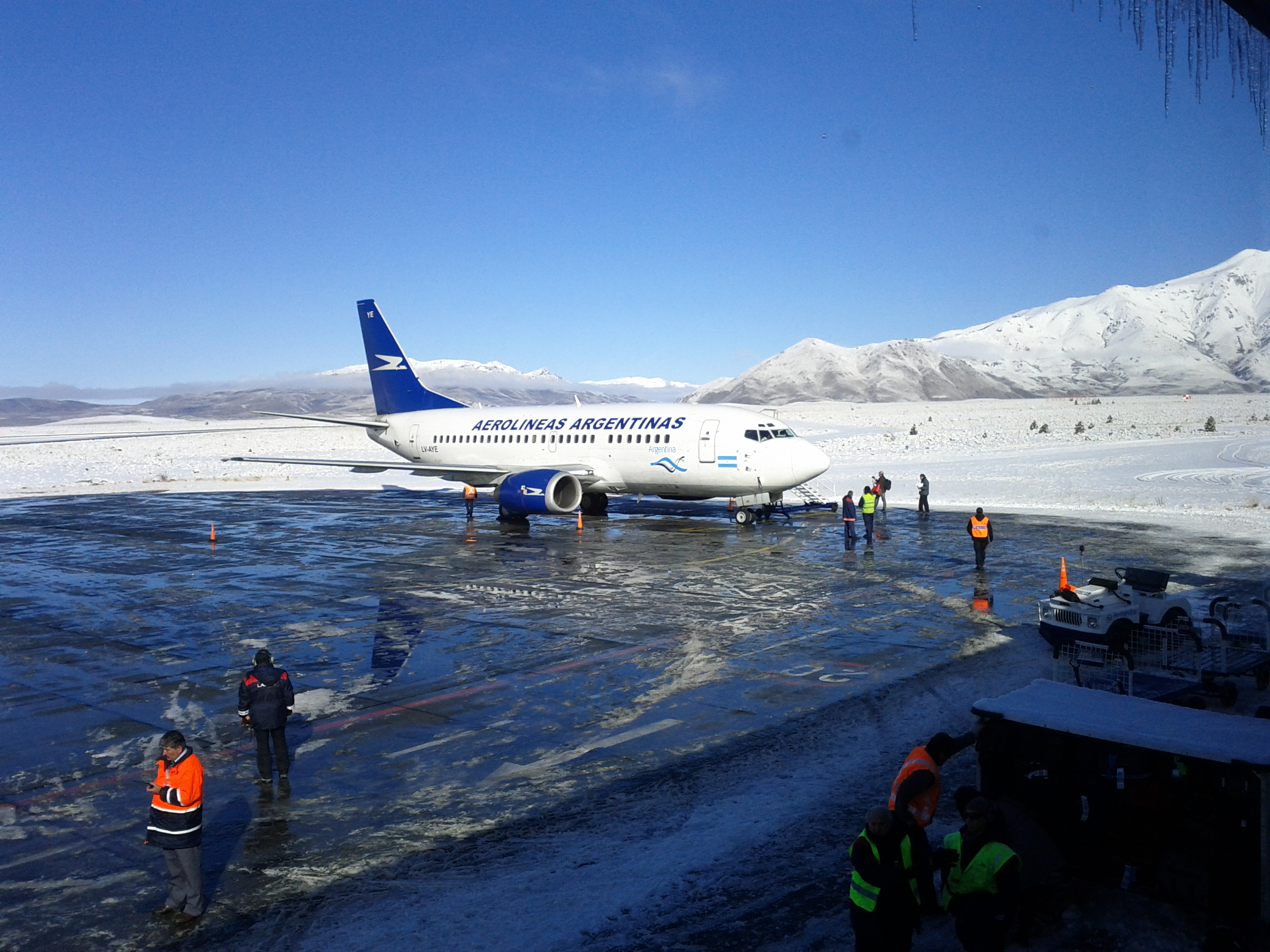
Aeropuerto Parodi, localizado en las afueras de Esquel

El Aeropuerto Brigadier General Antonio Parodi se encuentra a 22 km al este de la ciudad. Aerolíneas Argentinas ofrece 6 frecuencias semanales al Aeroparque Jorge Newbery, en la ciudad de Buenos Aires. Por su parte, LADE ofrece vuelos a las ciudades de Comodoro Rivadavia, Trelew y San Carlos de Bariloche. En el aeropuerto funciona también el Aeroclub Esquel, el cual ofrece vuelos de traslado regionales, así como vuelos de bautismo y de instrucción.
La Ruta Nacional 259 comunica a la ciudad de Esquel con la localidad de Trevelin y la vecina República de Chile a través del Paso Internacional Futaleufú. La Ruta Nacional 40 comunica a la ciudad con San Carlos de Bariloche hacia el norte, con Comodoro Rivadavia hacia el sur y, a través de la Ruta Nacional 25, con Trelew.

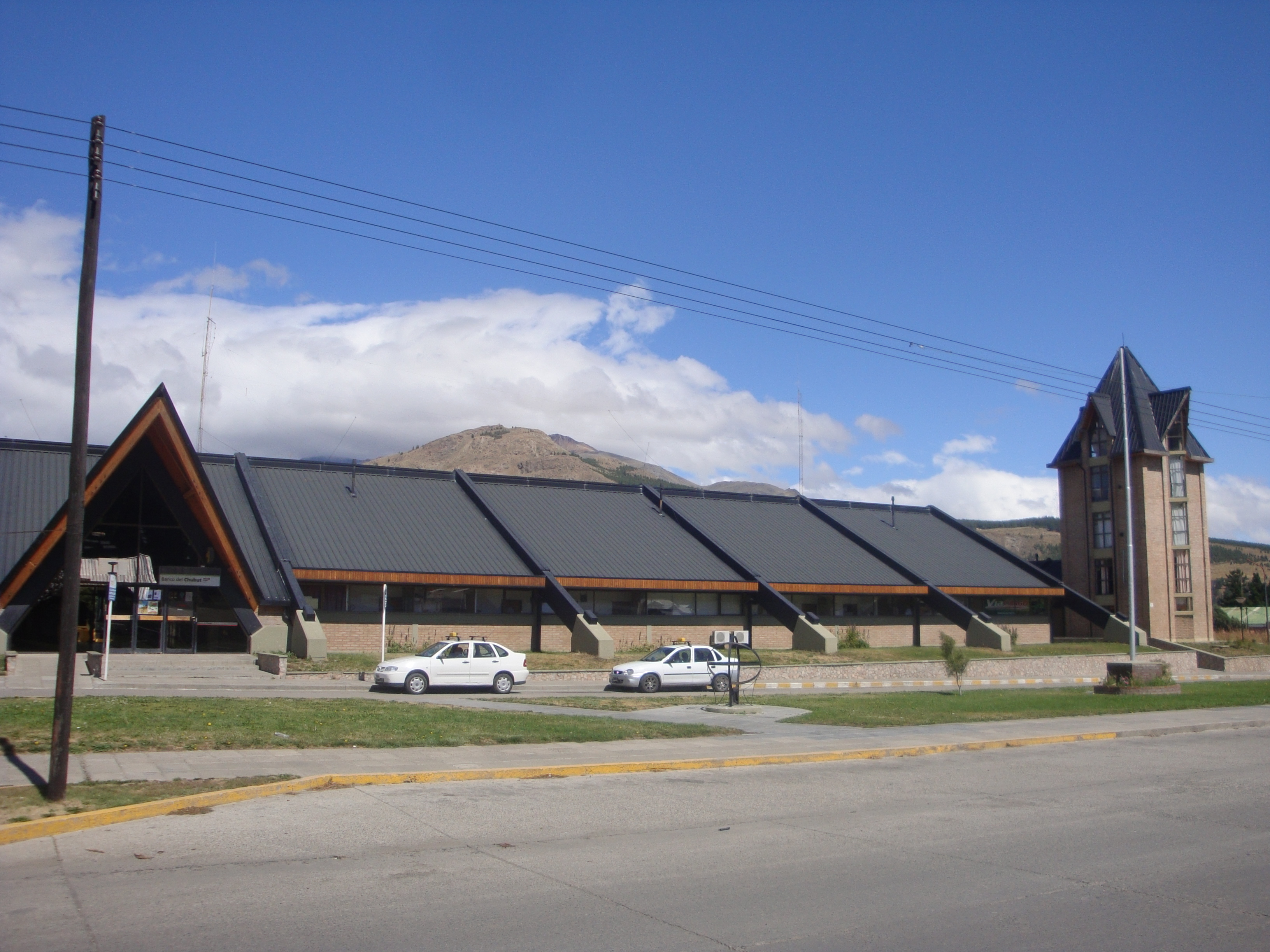
Terminal de ómnibus de Esquel.

Desde la Terminal de Ómnibus local parten servicios a distintas localidades de la Patagonia y hacia Buenos Aires, Córdoba, ciudad de Mendoza y San Salvador de Jujuy.
Los vecinos cuentan 4 líneas de servicio de transporte urbano de pasajeros. Las líneas 1, 2 y 3 las opera la empresa de Transporte Acevedo. Mientras que la línea 4 está a cargo de la empresa Transporte sargento Cabral.
- Línea 1
- Línea 2
- Línea 3
- Línea 4

### Medios de comunicación
- Diario Cooperativo La Portada
- Canal 4
- Red43
- EQSnotas

### Salud
Esquel posee diferentes centros de salud. Entre ellos el Hospital Zonal Esquel, que además coopera junto a los centros de salud de diferentes localidades cercanas como El Maitén, Trevelin, entre otros.

## Cultura

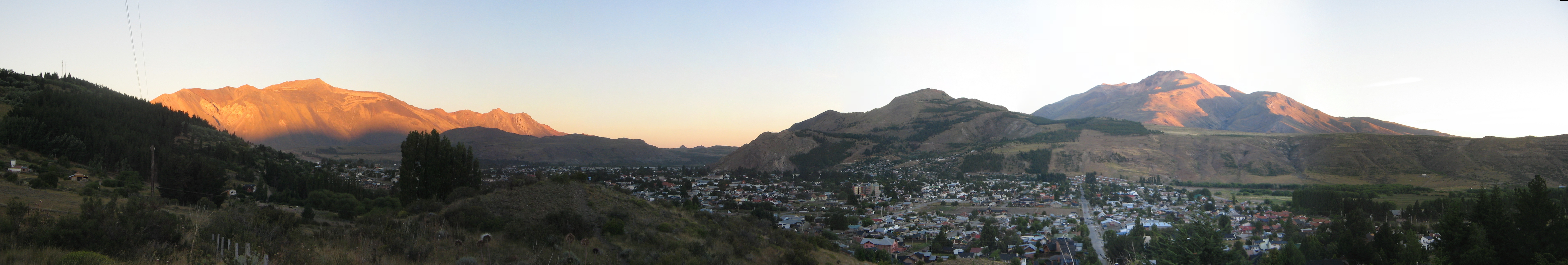
Panorámica de Esquel, asentada sobre el extremo noreste del Valle 16 de Octubre.

Esquel es ampliamente reconocida por su enorme bagaje cultural. Los pobladores son fuente de origen de gran cantidad de eventos culturales, entre los que se destacan las artes plásticas, la danza, la música y el teatro. En el año 2012 se estrenó la primera película íntegramente regional, llevada a cabo por la agrupación Cine con Vecinos Esquel y la productora independiente Proyecto Pilquiman y cuya ópera prima fue el largometraje Sr Blanc, en cuya realización participaron más de 100 vecinos de la localidad. En 2016 se estrenó la película El Rastro de los 5, llevada a cabo también por esas organizaciones y con la participación de más de 150 vecinos.

## Educación

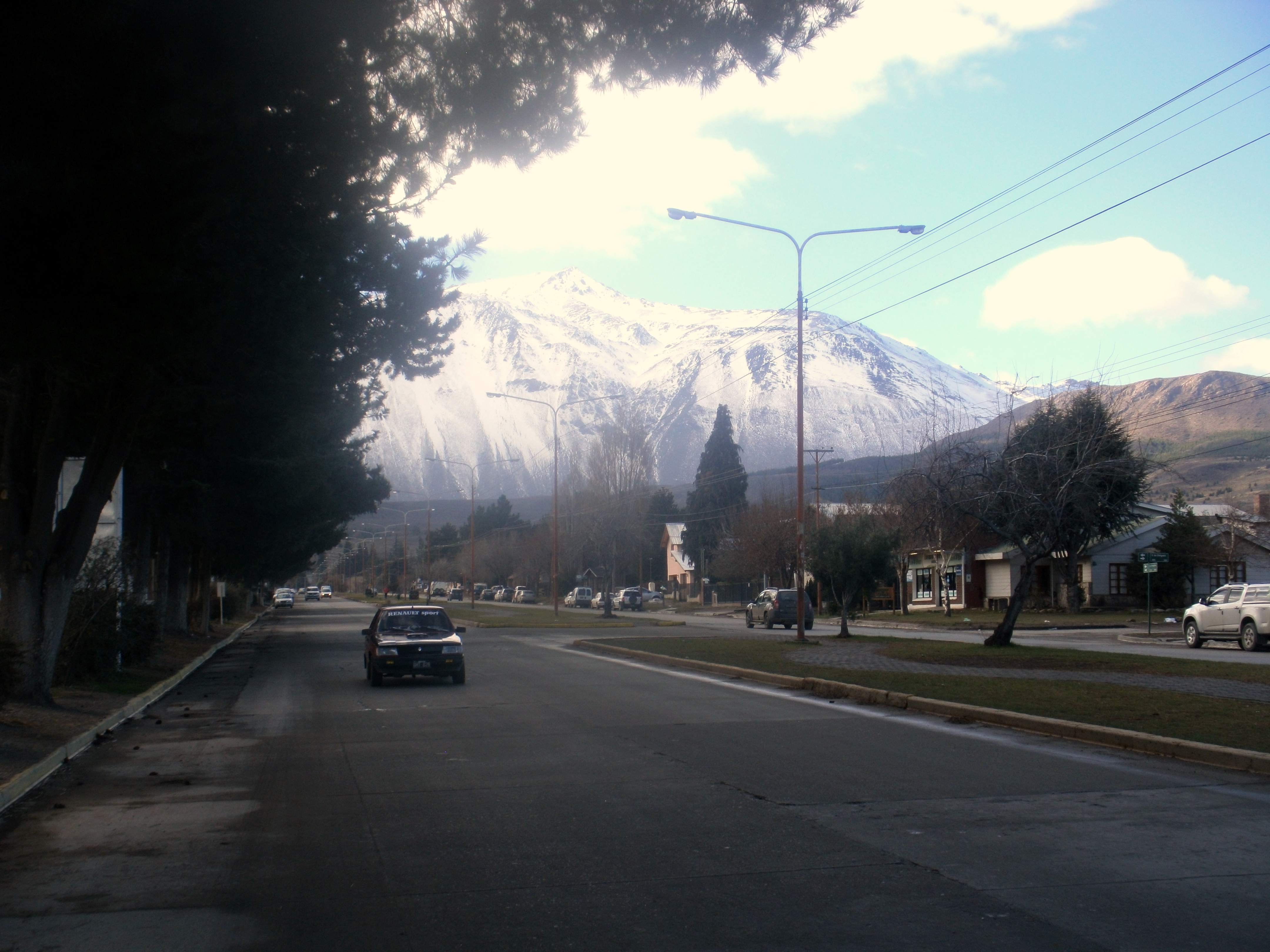
Una de las avenidas principales de la ciudad de Esquel, de fondo la cordillera

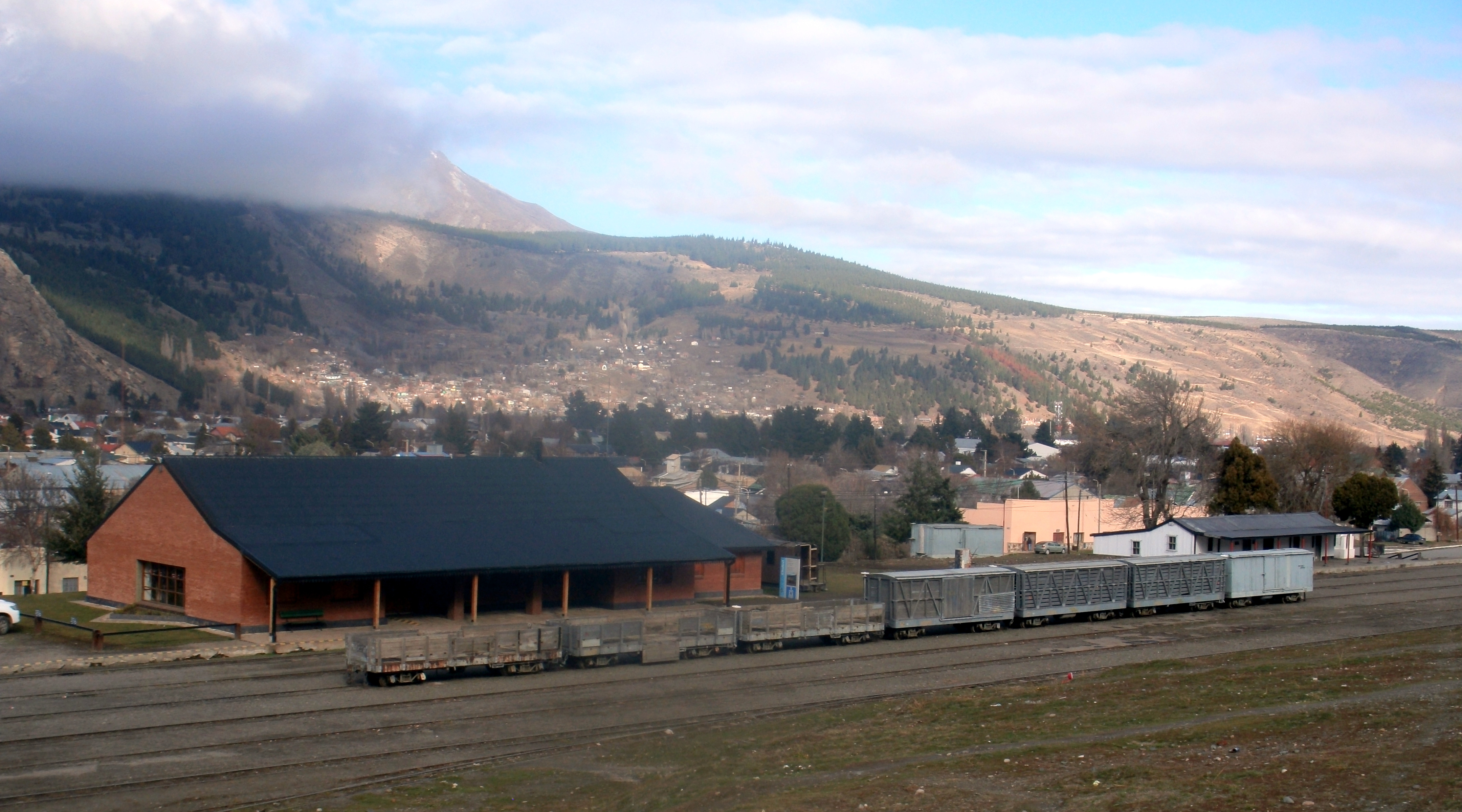
Nueva estación Esquel construida con fines turísticos

La ciudad posee una delegación de la Universidad Nacional de la Patagonia San Juan Bosco. Su infraestructura edilicia es de 4.300 m² y la cantidad de alumnos de 900 aproximadamente.
Carreras dictadas por facultad:
- Ciencias Económicas: Lic. en Administración de Empresas Turísticas (5 años) / Técnico Universitario Contable (3 años) / Contador Público (5 años)
- Ciencias Jurídicas: Abogacía (5 años) / Tecnicatura Universitaria en Martillero Público y Corredor (2 años y 1 cuatrimestre) / Tecnicatura en Procuración y Asistencia Jurídica (3 años)
- Ingeniería: Analista Programador Universitario (3 años) / Ingeniería Forestal (5 años)
- Ciencias Naturales: Licenciatura en Ciencias Biológicas (5 años) / Guardaparque Universitario (3 años)
- Humanidades y Ciencias Sociales: Profesorado y Lic. en Ciencias de la Educación (5 años)

Posgrados:
- Ingeniería: Doctorado en Ecología y Gestión de Fuegos de Vegetación (5 años) / Maestría en Gestión Sanitaria Forestal (2 años) / Maestría en Enseñanza en Escenarios Digitales (2 años)

También la ciudad cuenta con una sede de la Universidad del Chubut dentro del Centro de Encuentro Esquel.
Carreras dictadas por facultad:
- Ciencias de la Salud: Tecnicatura Universitaria en Enfermería (3 años) / Tecnicatura Universitaria en Gestión de la Información de Salud (3 años)
- Licenciatura en Redes y Telecomunicaciones (5 años) / Tecnicatura en Redes y Telecomunicaciones (3 años)

Ambas Universidades son públicas y también cuentan con formaciones, talleres o seminarios cortos (entre 3 días y 6 meses) que se recomiendan verificar en sus sitios oficiales.

## Deportes
- Fútbol:Club Atlético General San Martín, Club Independiente Deportivo, Esquel Fútbol Club, Escuela Modelo, Club Belgrano, Del Campo, 11 Corazones, San Telmo, Club Estación, Club 28 de Junio, La Gambeta, Cebollitas, Lala Gym

- Básquet: Club Atlético General San Martín, Carossi Básquet, Club Independiente Deportivo

- Esquí: Club Andino Esquel, Club Slalom y Esquel Esquí Club

- Numerosas actividades deportivas ya emblemáticas, entre ellas, los 21K de la Medio Maratón al Paraíso (febrero), la competencia ciclística MTB Doble Futalaufquen (marzo) o la destacada competición de Tetratlón -esquí, mtb, kayak y running (octubre), que se realizan cada año.
- Rugby: Esquel Rugby Club
- Hockey: Club Cordillerano Esquel, Lala Gym, Club Independiente Deportivo, Del Campo, Club Atlético General San Martín
- Artes Marciales: Aikido, Judo, Karate, Kendo, Taek-wondo, en diversas instituciones.
- Pelota a Paleta: Asociación Española de Socorros Mutuos
- Natación: Escuela Municipal de Esquel
- Atletismo: Escuela Municipal de Esquel, Escuela Awkache
- Vóley: Escuela Municipal de Esquel, Del Campo, Retorno, Transporte Rolando
- Aikido: Shinrindo Dojo
- Judo: Escuela Municipal de Esquel
- Kendo: Shinrindo Dojo
- Taekwon-do: Escuela Municipal de Esquel
- Boxeo: Escuela Municipal de Esquel
- Balonmano: Escuela Municipal de Esquel, Del Campo
- Futsal: Asociación Futsal Esquel - AFE

## Guarnición
| Unidades de la Guar Ej Esquel                                         | Abreviatura          |
| --------------------------------------------------------------------- | -------------------- |
| Regimiento de Caballería de Exploración 3 «Coraceros General Pacheco» | RC Expl 3            |
| Sección de Inteligencia Adelantada «Esquel»                           | Sec Icia Adel Esquel |

## Ciudades hermanadas
- Aberystwyth
- Marchena

## Parroquias de la Iglesia católica en Esquel
| Prelatura territorial | Esquel                                                                            |
| --------------------- | --------------------------------------------------------------------------------- |
| Parroquias            | Sagrada Familia, Catedral Sagrado Corazón de Jesús, Nuestra Señora de los Ángeles |